# 新明縣 (新莽)
新明縣，新莽設置的縣。
新莽時，改汝南郡新陽縣（治所在今安徽省界首市北。因在新水之陽得名。屬陳郡。兩漢屬汝南郡。西晉廢）為汝汾郡新明縣。